# محمد المتوکل
محمد المتوکل یا ابو عبدالله محمد دوم سعدی (انگلیسی: Abu Abdallah Mohammed II Saadi; نامشخص – ۴ اوت ۱۵۷۸) سلطان سعدیان مراکش از سال ۱۵۷۴ تا ۱۵۷۶ بود.